# Миллер, Джимми
Джеймс «Джимми» Ми́ллер (англ. James "Jimmy" Miller, 23 марта 1942, Бруклин, Нью-Йорк — 22 октября 1994) — американский музыкальный продюсер, и музыкант, который за период с середины 60-х по начало 90-х годов спродюсировал десятки альбомов, включая альбомы, ставшие поворотными в карьере таких групп как Blind Faith, Traffic, Plasmatics, Motörhead и Primal Scream. Самым долгим и известным стало его сотрудничество с The Rolling Stones, для которых он спродюсировал череду альбомов и синглов, которые расцениваются самыми успешными работами группы как с финансовой, так и с музыкальной точки зрения: Beggars Banquet (1968), Let It Bleed (1969), Sticky Fingers (1971), Exile on Main St. (1972) и Goats Head Soup (1973).

## Творческая карьера
Перед тем, как начать работать с Rolling Stones, Миллер получил известность благодаря продюсированию успешных релизов Spencer Davis Group, включая их песню «Gimme Some Lovin'», ставшую хитом и намного расширившую стан поклонников группы, а также последующий хит «I'm A Man», написанный Миллером в соавторстве с вокалистом/клавишником Стивом Уинвудом.
Позже Миллер выступил сопродюсером (с Делани Брэмлетт) успешного альбома Delaney & Bonnie On Tour with Eric Clapton, записанного на концерте, прошедшем 7 декабря 1969 года в Кройдоне, располагающимся в Южном Лондоне. Миллер успешно продолжил свою карьеру работой с супергруппой Blind Faith, в которую входили Клэптон и Уинвуд, клавишником Delany & Bonnie Бобби Уитлоком, и группами Kracker, Plasmatics, Motörhead и лондонской Nirvana. В дополнение к своей работе в качестве продюсера следующей группы Уинвуда, Traffic, Миллер принял участие в написании текста песни «Medicated Goo», вошедший во второй альбом Traffic. В 1974 году он стал продюсером записанного в США эпонимического альбома Locomotiv GT.
Будучи сам барабанщиком, Миллер приобрёл известность за характерный звук ударных, присутствующий в продюсируемых им работах, особенно на работах Rolling Stones, на которых он порой выступал в качестве перкуссиониста. Например, он сыграл на ковбелле, открывающем «Honky Tonk Women», и на ударной установке в песнях «You Can’t Always Get What You Want», «Happy», «Tumbling Dice» и «Shine a Light».
По одной из версий, фраза «Я спел мою песню мистеру Джимми» ("I sang my song to Mr Jimmy") в песне Rolling Stones «You Can't Always Get What You Want», является отсылкой к Джимми Миллеру. Фраза оканчивается словами «и он сказал мне одно слово, им [словом] было Мёртв» ("and he said one word to me and that was dead"); в то время словом «dead» Rolling Stones и Миллер обозначали то, что им действительно понравилось.
Миллер получал один процент с каждой проданной копии в качестве прибыли, в отличие от большинства продюсеров, которые в то время получали 3 процента. Он поставил Джаггеру ультиматум, что они должны написать для него песню. Так, песня было написана для него и о нём. Это ответ Роллингов на его вопрос о повышении зарплаты.
В 1980-х годах Миллер продюсировал такие группы и исполнителей, как Джонни Тандерс , Plasmatics, Matrix и Джо Джо Лэйн (жена Денни Лэйна, из The Moody Blues и Wings), а также демозапись Talk Talk 1984 года. В 1990 году он выступил в качестве сопродюсера (вместе с Филом Грином) альбома What's in A Name флоридской группы Walk the Chalk.
Миллер работал с Primal Scream над их альбомом 1991 года Screamadelica и с группой Уилльяма Топли The Blessing (Миллера можно заметить на их двд Sugar Train в песне «Soul Love»).
В 1994 году, во время тура по поводу реюниона Traffic, Стив Уинвуд предложил Миллеру сыграть перкуссионные партии на фортепиано на нескольких концертах, частично эти моменты задокументированы на компиляции Last Great Traffic Jam.
Среди последних работ Миллера в качестве продюсера были три песни для компиляции Hit Parade 2 британской инди-рок группы The Wedding Present. Все синглы для неё выпускались на протяжении 1992 года, а сама компиляция увидела свет в январе 1993 года. Также он продюсировал четыре трека, вошедшие в мини-альбом In Debt Interview проекта The World Banks, в котором состояли такие музыканты как Билли Престон и Бобби Кис, знакомые с ним по сотрудничеству со Stones, а также писатель Хантер Томпсон, для которого это стало редким примером музыкальной деятельности. Мини-альбом вышел лишь в 2007 году. В 1994 году Миллер отправился в Вуди Крик, Колорадо, для того, чтобы встретиться с Хантером Томпсоном и провести там неделю. Миллер скончался 22 октября 1994 года.

## Выборочная дискография
См. также: Альбомы, спродюсированные Джимми Миллером
| Год  | Исполнитель              | Альбом                   |
| ---- | ------------------------ | ------------------------ |
| 1968 | The Rolling Stones       | Beggars Banquet          |
| 1969 | Traffic                  | Last Exit                |
| 1969 | The Rolling Stones       | Let It Bleed             |
| 1969 | Blind Faith              | Blind Faith              |
| 1970 | Ginger Baker's Air Force | Ginger Baker's Air Force |
| 1971 | The Rolling Stones       | Sticky Fingers           |
| 1972 | Rolling Stones           | Exile on Main St.        |
| 1972 | Kracker                  | La Familia               |
| 1973 | The Rolling Stones       | Goats Head Soup          |
| 1973 | Kracker                  | Kracker Brand            |
| 1979 | Motörhead                | Overkill                 |
| 1979 | Motörhead                | Bomber                   |
| 1991 | Primal Scream            | Screamadelica            |